# Divas 2008
Divas 2008 é um nome de uma coletânea musical lançado em 24 de novembro de 2008 com canções de várias cantoras como Avril Lavigne, Mariah Carey, Britney Spears, Christina Aguilera, Shakira, Whitney Houston, Alicia Keys, Kylie Minogue, entre outras cantoras.